# Simon Anholt
Simon Anholt  (1961) is een Britse marketeer en beleidsadviseur die heeft meegewerkt aan de ontwikkeling en implementatie van strategieën voor een verbeterde economische, politieke en culturele engagement met andere landen. Hij is vooral bekend van de Good Country Index.

## Biografie
Anholt woonde tot zijn vijfde levensjaar in Den Haag. Zijn moeder was literair recensent, zijn vader werkte in de marketing bij een Amerikaans bedrijf. Na Den Haag verhuisde het gezin naar Surrey. Anholt studeerde talen en antropologie aan de Universiteit van Oxford. Hij studeerde een jaar in Italië, en keerde er na zijn studie weer naar terug om te trouwen met een Italiaanse, met wie hij uiteindelijk drie kinderen kreeg. Hij ging aan de slag bij McCann Erickson, waar hij werkte aan internationale reclamecampagnes. Midden jaren 80 startte hij het reclamebureau World Writers, dat hij in 2000 verkocht.
Anholt wordt als de 'grondlegger' beschouwd van de begrippen "Nation Brands" en "Place Brands", en de concepten en studieonderwerpen die hiermee samenhangen. Hij werkte tot 2012 voor diverse regeringen om hen te helpen hun imago te verbeteren.
In 2005 creëerde hij de Anholt-GfK Roper Nation Brands Index waarmee het imago van landen wordt gemeten op basis van een internationale enquête. Daarnaast zette hij de Anholt-GfK Roper City Brands Index en de Anholt-GfK Roper State Brands Index op. Bij deze drie enquêtes wordt gebruik gemaakt van een panel van 30.000 mensen in 25 landen om de wereldwijde percepties van 50 landen, 50 steden en de staten van de VS te monitoren.
In 2003 publiceerde Anholt de boeken Another One Bites The Grass en Brand New Justice over de rol van bedrijven in de economische ontwikkeling. Recentere werken zijn onder meer de bestseller Brand America, (Cyan Books 2004 en 2009), Competitive Identity (Palgrave Macmillan 2007), en Places (Palgrave Macmillan 2010). In 2020 gaf hij The Good Country Equation uit.
Anholt is sinds 2013 doctor honoris causa aan de Universiteit van East Anglia.

### Good Country
Anholt is de grondlegger van Good Country en de Good Country Index ('Goede Land-index') die meet welke bijdrage ieder land op de wereld levert aan het algemene welzijn van de mensheid, en wat het hier juist van doet afnemen, gerelateerd aan de grootte ervan. Good Country werd tijdens zijn TED-talk van juni 2014 geïntroduceerd. Hij stelde toen tevens voor een globale partij op te richten, de Good Country Party.